# Hao-Bai jezici
Hao-Bai jezici (privatni kod: haob), naziv za nekadašnju hanijsku podskupinu južnih lolo jezika, koja je obuhvaćala jedini jezik honi [how] iz Kine sa 140.000 govornika (Bradley 2007), a danas se klasificira kao jedan od deset južnih ngwi jezika.
Hanijsku skupinu činio je nekada s jezicima sila i sansu i podskupinama bi-ka i ha-ya.

## Vanjske poveznice
- Ethnologue (14th)
- Sino-Tibetan: Composite
- Sino-Tibetan: Ethnologue 2005